# بوب وايت (لاعب كريكت)
بوب وايت (2 مايو 1901 في المملكة المتحدة - 20 أبريل 1995 في المملكة المتحدة) (بالإنجليزية: Bob Wyatt) هو لاعب كريكت بريطاني (وحمل سابقاً جنسية المملكة المتحدة لبريطانيا العظمى وأيرلندا). شارك مع منتخب إنجلترا للكريكت. أما مع النوادي، فقد لعب مع نادي مقاطعة ورسسترشاير للكريكيت ‏ ونادي وارويكشاير للكريكيت ‏.

## وصلات خارجية
- بوب وايت على موقع إي آس بي آن كريك إنفو (الإنجليزية)